# Campeonato Brasileiro de Futebol de 2005 - Série A
A Série A do Campeonato Brasileiro de Futebol de 2005, oficialmente Taça Nestlé Brasileirão 2005 por motivos de patrocínio, foi a 50.ª edição do principal torneio de futebol brasileiro e foi vencido pela quarta vez pelo Corinthians, tendo vencido também os campeonatos de 1990, 1998 e 1999. Por conta do escândalo popularmente conhecido por Máfia do Apito teve onze jogos anulados e posteriormente refeitos. O campeonato também teve a maior média de público e de gols dos últimos anos. Nele foram revelados grandes jogadores como Fred e Rafael Sóbis. Além disso o torneio foi o mais equilibrado desde que se iniciou a fórmula por pontos corridos em 2003, já que o campeão, o último classificado à Copa Libertadores da América e o último rebaixado só foram decididos na última rodada.
A edição de 2005 terminou com a equipe do Corinthians campeã pela quarta vez, tendo o Internacional como vice-campeão. O veterano atacante Romário (ex-Seleção Brasileira) foi novamente o artilheiro, desta vez com 22 gols, com a camisa 11 do Vasco.
O destaque positivo ficou por conta de dois estrangeiros: o argentino Carlos Tévez, do Corinthians e o sérvio Petković, do Fluminense, ambos escolhidos para a Seleção do Brasileirão da CBF e da Revista Placar. Tévez foi ainda premiado como melhor jogador da competição pelas duas entidades.

## Equipes participantes
| Equipe              | Cidade             | Estado | Em 2004      | Estádio             | Títulos                                        |
| ------------------- | ------------------ | ------ | ------------ | ------------------- | ---------------------------------------------- |
| Atlético Mineiro    | Belo Horizonte     | MG     | 19º          | Mineirão            | 1937, 1971                                     |
| Atlético Paranaense | Curitiba           | PR     | 2º           | Arena da Baixada    | 2001                                           |
| Brasiliense         | Taguatinga         | DF     | 1º (Série B) | Boca do Jacaré      | não possui                                     |
| Botafogo            | Rio de Janeiro     | RJ     | 20º          | Maracanã            | 1968, 1995                                     |
| Corinthians         | São Paulo          | SP     | 5º           | Pacaembu            | 1990, 1998, 1999                               |
| Coritiba            | Curitiba           | PR     | 12º          | Couto Pereira       | 1985                                           |
| Cruzeiro            | Belo Horizonte     | MG     | 13º          | Mineirão            | 1966, 2003                                     |
| Figueirense         | Florianópolis      | SC     | 11º          | Orlando Scarpelli   | não possui                                     |
| Flamengo            | Rio de Janeiro     | RJ     | 17º          | Maracanã            | 1980, 1982, 1983, 1992                         |
| Fluminense          | Rio de Janeiro     | RJ     | 9º           | Maracanã            | 1970, 1984                                     |
| Fortaleza           | Fortaleza          | CE     | 2º (Série B) | Castelão            | não possui                                     |
| Goiás               | Goiânia            | GO     | 6º           | Serra Dourada       | não possui                                     |
| Internacional       | Porto Alegre       | RS     | 8º           | Beira-Rio           | 1975, 1976, 1979                               |
| Juventude           | Caxias do Sul      | RS     | 7º           | Alfredo Jaconi      | não possui                                     |
| Palmeiras           | São Paulo          | SP     | 4º           | Palestra Itália     | 1960, 1967, 1967, 1969, 1972, 1973, 1993, 1994 |
| Paraná              | Curitiba           | PR     | 15º          | Durival Britto      | não possui                                     |
| Paysandu            | Belém              | PA     | 14º          | Mangueirão          | não possui                                     |
| Ponte Preta         | Campinas           | SP     | 10º          | Moisés Lucarelli    | não possui                                     |
| Santos              | Santos             | SP     | Campeão      | Vila Belmiro        | 1961, 1962, 1963, 1964, 1965, 1968, 2002, 2004 |
| São Caetano         | São Caetano do Sul | SP     | 18º          | Anacleto Campanella | não possui                                     |
| São Paulo           | São Paulo          | SP     | 3º           | Morumbi             | 1977, 1986, 1991                               |
| Vasco da Gama       | Rio de Janeiro     | RJ     | 16º          | São Januário        | 1974, 1989, 1997, 2000                         |

## Fórmula de disputa
Os 22 participantes jogaram em grupo único, todos contra todos, em turno e returno. O time que marcou mais pontos ao final das 42 rodadas foi declarado Campeão Brasileiro de 2005. Se uma ou mais equipes terminassem com o mesmo número de pontos, os critérios de desempate definiriam as posições. O campeão e o vice se classificaram para a disputa da Taça Libertadores de 2006. O terceiro e o quarto colocados disputaram uma fase preliminar valendo vaga para a fase de grupos da Libertadores. Os quatro últimos times (os que consseguiram menos pontos) foram rebaixados, entrando no Campeonato Brasileiro da Série B em 2006. O Campeão Brasileiro da Série B e o vice foram automaticamente promovidos para a disputa da Série A em 2006.

## Critérios de Desempate
Para o desempate entre duas ou mais equipes seguirá a ordem definida abaixo:
1. Número de vitórias
2. Saldo de gols
3. Gols feitos
4. Confronto direto (apenas entre duas equipes)
5. Sorteio

## Máfia do Apito
A edição de 2005 também ficou marcada por um evento negativo. Apesar da 35ª edição do torneio se mostrar com emoções de sobra até as rodadas intermediárias, durante o campeonato o árbitro Edílson Pereira de Carvalho foi preso em uma operação da polícia por manipular resultados de jogos em que atuou para que empresários de sites de apostas pudessem lucrar mais.
Em uma decisão polêmica e inédita em toda a história do futebol, o Superior Tribunal de Justiça Desportiva (STJD) determinou a anulação dos 11 jogos apitados pelo árbitro(Edílson Pereira de Carvalho) envolvido nas acusações.
Romildo Correa, um dos árbitros citados nas investigações do "escândalo do apito", fez um Protesto no meio da partida entre Santos e Botafogo pela 41ª rodada do campeonato. O árbitro abandonou a partida e se aposentou, alegando ter sido punido injustamente pela CBF, uma vez que seu envolvimento não ficou provado pelos investigadores.

### Alterações de jogos por decisão do STJD
| Data           | Mandante      | Placar | Visitante   |
| -------------- | ------------- | ------ | ----------- |
| 8 de maio      | Vasco da Gama | 0–1    | Botafogo    |
| 2 de julho     | Ponte Preta   | 1–0    | São Paulo   |
| 16 de julho    | Paysandu      | 1–2    | Cruzeiro    |
| 24 de julho    | Juventude     | 1–4    | Figueirense |
| 31 de julho    | Santos        | 4–2    | Corinthians |
| 7 de agosto    | Vasco da Gama | 2–1    | Figueirense |
| 10 de agosto   | Cruzeiro      | 4–1    | Botafogo    |
| 14 de agosto   | Juventude     | 2–0    | Fluminense  |
| 21 de agosto   | Internacional | 3–2    | Coritiba    |
| 7 de setembro  | São Paulo     | 3–2    | Corinthians |
| 10 de setembro | Fluminense    | 3–0    | Brasiliense |

| Nova data     | Mandante      | Placar | Visitante   |
| ------------- | ------------- | ------ | ----------- |
| 19 de outubro | Vasco da Gama | 1–0    | Botafogo    |
| 19 de outubro | Ponte Preta   | 2–0    | São Paulo   |
| 19 de outubro | Paysandu      | 4–1    | Cruzeiro    |
| 19 de outubro | Juventude     | 2–2    | Figueirense |
| 12 de outubro | Santos        | 2–3    | Corinthians |
| 12 de outubro | Vasco da Gama | 3–3    | Figueirense |
| 12 de outubro | Cruzeiro      | 2–2    | Botafogo    |
| 12 de outubro | Juventude     | 3–4    | Fluminense  |
| 28 de outubro | Internacional | 3–2    | Coritiba    |
| 24 de outubro | São Paulo     | 1–1    | Corinthians |
| 24 de outubro | Fluminense    | 1–1    | Brasiliense |

| Vitória da equipe da casa; Vitória do visitante; Empate. |

### Saldo dos times envolvidos nas alterações
Devido a remarcação dos jogos, houve a natural diferença entre os pontos obtidos anteriormente e mais tarde nos jogos. Abaixo segue a tabela que mostra os pontos ganhos ou perdidos em relação aos resultados anteriores.
| Equipes       | Pts | V  | E  | D  | GM | GS |
| ------------- | --- | -- | -- | -- | -- | -- |
| Corinthians   | 4   | 1  | 1  | –2 | 0  | –4 |
| Paysandu      | 3   | 1  | 0  | –1 | 3  | –1 |
| Brasiliense   | 1   | 0  | 1  | –1 | 1  | –2 |
| Vasco da Gama | 1   | 0  | 1  | –1 | 2  | 1  |
| Fluminense    | 1   | 0  | 1  | –1 | 2  | 2  |
| Ponte Preta   | 0   | 0  | 0  | 0  | 1  | 0  |
| Coritiba      | 0   | 0  | 0  | 0  | 0  | 0  |
| Internacional | 0   | 0  | 0  | 0  | 0  | 0  |
| Figueirense   | –1  | 0  | –1 | 1  | 0  | 2  |
| Botafogo      | –2  | –1 | 1  | 0  | 0  | –1 |
| Juventude     | –2  | –1 | 1  | 0  | 2  | 2  |
| São Paulo     | –2  | –1 | 1  | 0  | –2 | 0  |
| Santos        | –3  | –1 | 0  | 1  | –2 | 1  |
| Cruzeiro      | –5  | –2 | 1  | 1  | –3 | 4  |

## Classificação
| Pos. | Equipes             | P  | J  | V  | E  | D  | GP | GC | SG  | %  | Classificação ou rebaixamento              |
| ---- | ------------------- | -- | -- | -- | -- | -- | -- | -- | --- | -- | ------------------------------------------ |
| 1    | Corinthians         | 81 | 42 | 24 | 9  | 9  | 87 | 59 | +28 | 64 | Segunda fase da Copa Libertadores de 2006  |
| 2    | Internacional       | 78 | 42 | 23 | 9  | 10 | 72 | 49 | +23 | 61 | Segunda fase da Copa Libertadores de 2006  |
| 3    | Goiás               | 74 | 42 | 22 | 8  | 12 | 68 | 51 | +17 | 59 | Primeira fase da Copa Libertadores de 2006 |
| 4    | Palmeiras           | 70 | 42 | 20 | 10 | 12 | 81 | 65 | +16 | 55 | Primeira fase da Copa Libertadores de 2006 |
| 5    | Fluminense          | 68 | 42 | 19 | 11 | 12 | 79 | 70 | +9  | 54 | Copa Sul-Americana de 2006                 |
| 6    | Atlético Paranaense | 61 | 42 | 18 | 7  | 17 | 76 | 67 | +9  | 48 | Copa Sul-Americana de 2006                 |
| 7    | Paraná              | 61 | 42 | 17 | 10 | 15 | 59 | 51 | +8  | 48 | Copa Sul-Americana de 2006                 |
| 8    | Cruzeiro            | 60 | 42 | 17 | 9  | 16 | 73 | 72 | +1  | 47 | Copa Sul-Americana de 2006                 |
| 9    | Botafogo            | 59 | 42 | 17 | 8  | 17 | 57 | 56 | +1  | 47 | Copa Sul-Americana de 2006                 |
| 10   | Santos              | 59 | 42 | 16 | 11 | 15 | 68 | 71 | –3  | 47 | Copa Sul-Americana de 2006                 |
| 11   | São Paulo           | 58 | 42 | 16 | 10 | 16 | 77 | 67 | +10 | 46 | Segunda fase da Copa Libertadores de 20061 |
| 12   | Vasco da Gama       | 56 | 42 | 15 | 11 | 16 | 74 | 84 | –10 | 44 | Copa Sul-Americana de 2006                 |
| 13   | Fortaleza           | 55 | 42 | 16 | 7  | 19 | 58 | 64 | –6  | 44 |                                            |
| 14   | Juventude           | 55 | 42 | 15 | 10 | 17 | 66 | 72 | –6  | 44 |                                            |
| 15   | Flamengo            | 55 | 42 | 14 | 13 | 15 | 56 | 60 | –4  | 44 |                                            |
| 16   | Figueirense         | 53 | 42 | 14 | 11 | 17 | 65 | 72 | –7  | 42 |                                            |
| 17   | São Caetano         | 52 | 42 | 14 | 10 | 18 | 54 | 60 | –6  | 41 |                                            |
| 18   | Ponte Preta         | 51 | 42 | 15 | 6  | 21 | 63 | 80 | –17 | 40 |                                            |
| 19   | Coritiba            | 49 | 42 | 13 | 10 | 19 | 51 | 60 | –9  | 39 | Rebaixados à Série B de 2006               |
| 20   | Atlético Mineiro    | 47 | 42 | 13 | 8  | 21 | 54 | 59 | –5  | 37 | Rebaixados à Série B de 2006               |
| 21   | Paysandu            | 41 | 42 | 12 | 5  | 25 | 63 | 92 | –29 | 32 | Rebaixados à Série B de 2006               |
| 22   | Brasiliense         | 41 | 42 | 10 | 11 | 21 | 47 | 67 | –20 | 32 | Rebaixados à Série B de 2006               |

1O São Paulo tinha vaga garantida na Copa Libertadores de 2006 por ser campeão da Copa Libertadores 2005. O Corinthians, por ser o campeão, também teve direito a disputar a Copa Sul-Americana de 2006.

## O jogo do título
Válido pela 42ª rodada
| 4 de dezembro, 2005 | Goiás                                      | 3 – 2 | Corinthians            | Serra Dourada, Goiania - GO                       |
| 16:00               | Paulo Baier 45' · Souza 69' · Romerito 85' |       | 50' Tevez · 57' Coelho | Público: 48,978 Árbitro: PR Evandro Rogério Roman |

## Premiação
| Campeonato Brasileiro de Futebol de 2005            |
| --------------------------------------------------- |
| Sport Club Corinthians Paulista Campeão (4° título) |

### Bola de Pratade 2005
Os melhores jogadores do campeonato em suas posições, eleitos pela revista Placar:
 Fábio Costa (Corinthians)
  Cicinho (São Paulo) •  Lugano (São Paulo) •  Gamarra (Palmeiras) •  Jadílson (Goiás) 
  Petković (Fluminense) •  Marcelo Mattos (Corinthians) •  Mineiro (São Paulo) •  Juninho Paulista (Palmeiras)
   Tévez (Corinthians) •  Rafael Sóbis (Internacional)
Artilheiro:  Romário (Vasco da Gama)
| Vencedor da Bola de Ouro 

## Jogos com maior número de gols
| 27 de Junho | Atlético Paranaense                                                                                              | 7 - 2 | Vasco da Gama                        | Kyocera Arena |
|             | Paulo André 9' · Evandro 15' · Aparecido de Lima 18' 50' · Jancarlos 45+1' · Aloísio Chulapa 82' · Finazzi 90+2' |       | Anderson Costa 54' · Alex Dias 90+1' |               |

| 6 de Julho | Atlético Paranaense                                            | 5 - 4 | Cruzeiro                                                  | Kyocera Arena |
|            | Alan Bahia 1'(p) · Finazzi 22' 49' 66' · Thiago Schumacher 90' |       | Adriano Gabiru 14' · Kelly 53' · Weldon 69' · Adriano 70' |               |

| 6 de Novembro | Corinthians                                                            | 7 - 1 | Santos     | Pacaembu |
|               | Rosinei 1' · Tevez 19' 36' 52' · Nilmar 57' 76' · Marcelo Mattos 90' · |       | Geílson 8' |          |

## Desempenho por rodada
Clubes que lideraram ao final de cada rodada:
| Rodadas | Rodadas | Rodadas | Rodadas | Rodadas | Rodadas | Rodadas | Rodadas | Rodadas | Rodadas | Rodadas | Rodadas | Rodadas | Rodadas | Rodadas | Rodadas | Rodadas | Rodadas | Rodadas | Rodadas | Rodadas | Rodadas | Rodadas | Rodadas | Rodadas | Rodadas | Rodadas | Rodadas | Rodadas | Rodadas | Rodadas | Rodadas | Rodadas | Rodadas | Rodadas | Rodadas | Rodadas | Rodadas | Rodadas | Rodadas | Rodadas | Rodadas |
| ------- | ------- | ------- | ------- | ------- | ------- | ------- | ------- | ------- | ------- | ------- | ------- | ------- | ------- | ------- | ------- | ------- | ------- | ------- | ------- | ------- | ------- | ------- | ------- | ------- | ------- | ------- | ------- | ------- | ------- | ------- | ------- | ------- | ------- | ------- | ------- | ------- | ------- | ------- | ------- | ------- | ------- |
| 1       | 2       | 3       | 4       | 5       | 6       | 7       | 8       | 9       | 10      | 11      | 12      | 13      | 14      | 15      | 16      | 17      | 18      | 19      | 20      | 21      | 22      | 23      | 24      | 25      | 26      | 27      | 28      | 29      | 30      | 31      | 32      | 33      | 34      | 35      | 36      | 37      | 38      | 39      | 40      | 41      | 42      |
| ATM     | SAN     | SAN     | FLU     | SAN     | JUV     | BOT     | PON     | PON     | PON     | PON     | PON     | PON     | PON     | PON     | COR     | COR     | COR     | COR     | COR     | COR     | COR     | COR     | FLU     | COR     | COR     | COR     | COR     | COR     | COR     | COR     | COR     | COR     | COR     | COR     | COR     | COR     | COR     | COR     | COR     | COR     | COR     |

Clubes que ficaram na última posição do campeonato ao final de cada rodada:
| 1   | 2   | 3   | 4   | 5   | 6   | 7   | 8   | 9   | 10  | 11  | 12  | 13  | 14  | 15  | 16  | 17  | 18  | 19  | 20  | 21  | 22  | 23  | 24  | 25  | 26  | 27  | 28  | 29  | 30  | 31  | 32  | 33  | 34  | 35  | 36  | 37  | 38  | 39  | 40  | 41  | 42  |     |     |     |
| PAY | FIG | PAY | ATP | ATP | ATP | ATP | ATP | ATP | ATP | ATP | ATM | FIG | FIG | FIG | ATM | FIG | ATM | ATM | ATM | ATM | ATM | ATM | ATM | FIG | FIG | PAY | FIG | FIG | FIG | PAY | FIG | PAY | BRS | BRS | BRS | ATM | ATM | ATM | ATM | ATM | BRS | BRS | BRS | BRS |

## Artilheiros
| Gols | Jogador      | Time          |
| ---- | ------------ | ------------- |
| 22   | Romário      | Vasco da Gama |
| 21   | Róbson       | Paysandu      |
| 20   | Carlos Tévez | Corinthians   |
| 19   | Alex Dias    | Vasco da Gama |
| 19   | Borges       | Paraná        |
| 19   | Rafael Sóbis | Internacional |

## Público

### Jogos com portões fechados
Como medida de punição pelo mau comportamento dos torcedores a CBF decidiu que os clubes dos torcedores envolvidos em distúrbios disputariam alguns jogos com portões fechados, sem a presença de torcedores. Os jogos que foram realizados com portões fechados foram:
| Data           |                     | Resultado |                     |
| -------------- | ------------------- | --------- | ------------------- |
| 24 de Março    | Brasiliense         | 2 - 21    | Vasco da Gama       |
| 24 de Março    | Fortaleza           | 0 - 1     | Coritiba            |
| 24 de Março    | Santos              | 4 - 1     | Paysandu            |
| 30 de Março    | Vasco da Gama       | 0 - 0     | Fortaleza           |
| 1 de Maio      | Botafogo            | 3 - 1     | Corinthians         |
| 14 de Maio     | Botafogo            | 2 - 1     | Atlético Mineiro    |
| 14 de Maio     | Fortaleza           | 2 - 1     | Ponte Preta         |
| 11 de Junho    | Atlético Paranaense | 0 - 0     | Figueirense         |
| 12 de Junho    | Corinthians         | 4 - 2     | Flamengo            |
| 26 de Junho    | Atlético Paranaense | 0 - 0     | Fortaleza           |
| 26 de Junho    | Corinthians         | 0 - 1     | Fluminense          |
| 3 de Julho     | Santos              | 0 - 0     | Juventude           |
| 31 de Julho    | Palmeiras           | 1 - 1     | Atlético Paranaense |
| 11 de Setembro | Atlético Mineiro    | 0 - 2     | Botafogo            |
| 1 de Outubro   | Cruzeiro            | 2 - 0     | Juventude           |
| 1 de Outubro   | Paysandu            | 3 - 1     | Figueirense         |
| 11 de Outubro  | Paysandu            | 2 - 1     | Coritiba            |
| 28 de Outubro  | Paraná              | 1 - 3     | São Caetano         |
| 30 de Outubro  | Santos              | 1 - 2     | Cruzeiro            |
| 13 de Novembro | Juventude           | 3 - 1     | São Caetano         |
| 13 de Novembro | Santos              | 0 - 4     | Internacional       |
| 16 de Novembro | Santos              | 0 - 0     | Paraná              |
| 19 de Novembro | Juventude           | 2 - 1     | Goiás               |

Nota 1: O Brasiliense, amparado por uma decisão da Justiça Comum, abriu os portões, desobedecendo a ordem da CBF. O STJD puniu o clube com a perda dos pontos do jogo e atribuiu a vitória ao Vasco da Gama.

### Média por clube
Apenas jogos em que o clube é mandante.
|    | Clube            | Média       |    | Clube               | Média       |
| -- | ---------------- | ----------- | -- | ------------------- | ----------- |
| 1  | Corinthians      | 27.319 (19) | 12 | Palmeiras           | 14.085 (20) |
| 2  | Fortaleza        | 23.731 (19) | 13 | Flamengo            | 13.657 (21) |
| 3  | Atlético Mineiro | 21.725 (20) | 14 | Goiás               | 12.980 (21) |
| 4  | Coritiba         | 18.688 (21) | 15 | Paraná              | 11.864 (20) |
| 5  | Vasco da Gama    | 16.938 (19) | 16 | Atlético Paranaense | 11.620 (19) |
| 6  | Internacional    | 16.237 (20) | 17 | São Paulo           | 9.805 (21)  |
| 7  | Cruzeiro         | 15.753 (19) | 18 | Santos              | 9.611 (16)  |
| 8  | Fluminense       | 15.355 (20) | 19 | Figueirense         | 9.279 (21)  |
| 9  | Brasiliense      | 15.324 (20) | 20 | Ponte Preta         | 5.807 (21)  |
| 10 | Paysandu         | 14.837 (19) | 21 | Juventude           | 5.648 (18)  |
| 11 | Botafogo         | 14.456 (19) | 22 | São Caetano         | 3.094 (21)  |

## Maiores públicos
Estes são os dez maiores públicos do Campeonato:
| Nº | Público | Mandante         | Placar | Visitante        | Estádio       | Data           | Rodada |
| -- | ------- | ---------------- | ------ | ---------------- | ------------- | -------------- | ------ |
| 1  | 64 937  | Corinthians      | 3–1    | Ponte Preta      | Morumbi       | 27 de novembro | 41ª    |
| 2  | 55 461  | Fortaleza        | 1–0    | São Paulo        | Castelão      | 27 de novembro | 41ª    |
| 3  | 48 164  | Internacional    | 2–1    | Palmeiras        | Beira-Rio     | 27 de novembro | 41ª    |
| 4  | 45 769  | Fortaleza        | 2–1    | Flamengo         | Castelão      | 7 de agosto    | 18ª    |
| 5  | 45 205  | Internacional    | 2–2    | Fluminense       | Beira-Rio     | 2 de outubro   | 29ª    |
| 6  | 43 567  | Cruzeiro         | 2–1    | Atlético Mineiro | Mineirão      | 10 de julho    | 11ª    |
| 7  | 43 000  | Goiás            | 3–2    | Corinthians      | Serra Dourada | 4 de dezembro  | 42ª    |
| 8  | 42 476  | Atlético Mineiro | 0–1    | Cruzeiro         | Mineirão      | 15 de outubro  | 32ª    |
| 9  | 42 421  | Atlético Mineiro | 0–0    | Vasco da Gama    | Mineirão      | 27 de novembro | 41ª    |
| 10 | 39 629  | Corinthians      | 3–1    | Palmeiras        | Morumbi       | 10 de julho    | 11ª    |

Fonte: CBF News